# Бурханов, Исмаил
Исмаил Бурханов (тадж. Исмоил Бурҳонов; 15 мая 1914, к. Бакхалам, Ходжентский уезд, Самаркандская область, Туркестанский край, Российская империя — 1978) — советский таджикский хозяйственный, государственный и партийный деятель.

## Биография
Родился в 1914 году в кишлаке Бакхалам (ныне в составе Истаравшанского района Согдийской области Таджикистана). Член ВКП(б) с 1939.
С 1932 года — на хозяйственной, общественной и политической работе. В 1932—1974 гг. — комсомольский работник в Таджикской ССР, 1-й секретарь областного комитета ЛКСМ Таджикистана Горно-Бадахшанской автономной области, участник Великой Отечественной войны, парторг стрелкового батальона 1263-го стрелкового полка 381-й стрелковой дивизии, парторг стрелкового батальона 250-го стрелкового полка 82-й стрелковой дивизии, 1-й секретарь областного комитета КП(б) Таджикистана Горно-Бадахшанской автономной области, партийный работник в Таджикской ССР.
Избирался депутатом Верховного Совета Таджикской ССР 3-го созыва.
Умер в 1978 году.